# Ekebyborna socken
Ekebyborna socken i Östergötland ingick i Bobergs härad (före 1890 även del i Aska härad), ingår sedan 1971 i Motala kommun och motsvarar från 2016 Ekebyborna distrikt.
Socknens areal är 36,70 kvadratkilometer, varav 24,80 land. År 2000 fanns här 582 invånare. Tätorten Österstad samt kyrkbyn Ekebyborna med sockenkyrkan Ekebyborna kyrka ligger i denna socken.

## Administrativ historik
Ekebyborna socken har medeltida ursprung.
1890 överfördes de sockendelar som till dess hört till Aska härad till Bobergs härad. Aska häradsdel omfattade Berga, Kasteberga, Mörby, Råcklunda, Ulvåsa och Åby.
Vid kommunreformen 1862 övergick socknens ansvar för de kyrkliga frågorna till Ekebyborna församling och för de borgerliga frågorna till Ekebyborna landskommun. Landskommunen inkorporerades 1952 i Bobergs landskommun, ingick 1971 i Motala kommun.  Församlingen uppgick 2008 i Fornåsa församling.
1 januari 2016 inrättades distriktet Ekebyborna, med samma omfattning som församlingen hade 1999/2000. 
Socknen har tillhört samma fögderier och domsagor som Bobergs härad.  De indelta soldaterna tillhörde  Första livgrenadjärregementet, Vreta Klosters kompani och Andra livgrenadjärregementet, Bergslags kompani.

## Geografi
Ekebyborna socken ligger intill södra sidan av Boren. Socknen består av uppodlad slättbygd med enstaka höjder.

## Fornlämningar
Kända från socknen är främst ett tiotal gravfält från järnåldern. På en udde, Birgittas udde, i sjön ligger en borgruin efter det medeltida Ulvåsa.

## Namnet
Namnet (1336, Eghby apud Borne) kommer från kyrkbyn Ekeby och sjön Boren och betyder 'Ekeby vid (sjön) Boren'.

### Fotnoter
1. 1 2  Svensk Uppslagsbok andra upplagan 1947–1955: Ekebyborna socken
2. 1 2  Harlén, Hans; Harlén Eivy (2003). Sverige från A till Ö: geografisk-historisk uppslagsbok. Stockholm: Kommentus. Libris 9337075. ISBN 91-7345-139-8
3. ↑  ”Församlingar”. Statistiska centralbyrån. https://www.scb.se/hitta-statistik/regional-statistik-och-kartor/regionala-indelningar/forsamlingar/. Läst 30 december 2022.
4. ↑  Administrativ historik för Ekebyborna socken (Klicka på församlingsposten). Källa: Nationella arkivdatabasen, Riksarkivet.
5. 1 2  Sjögren, Otto (1931). Sverige geografisk beskrivning del 2 Östergötlands, Jönköpings, Kronobergs, Kalmar och Gotlands län. Stockholm: Wahlström & Widstrand. Libris 9939
6. 1 2  Nationalencyklopedin
7. ↑  Fornlämningar, Statens historiska museum: Ekebyborna socken
8. ↑  Fornminnesregistret, Riksantikvarieämbetet: Ekebyborna socken Fornminnen i socknen erhålls på kartan genom att skriva in sockennamn (utan "socken") i "Ange geografiskt område"
9. ↑  Mats Wahlberg, red (2003). Svenskt ortnamnslexikon. Uppsala: Institutet för språk och folkminnen. Libris 8998039. ISBN 91-7229-020-X. https://isof.diva-portal.org/smash/get/diva2:1175717/FULLTEXT02.pdf